# آيت بوعلي (أغبالو)
آيت بوعلي هي إحدى مشيخات المملكة المغربية، تتبع جغرافيا لإقليم ميدلت وإداريًا لأغبالو. يقدر عدد سكانها بـ 1120 نسمة حسب الإحصاء الرسمي للسكان والسكنى لسنة 2004.